# Бромаста киселина
Бромаста киселина је киселина брома хемијске формуле HBrO2 у којој је оксидациони број брома +3. Киселина до сада није изолована јер није стабилна и постоји само у прелазном стању, на пример при оксидацији хипобромита.

## Добијање
Претпоставља се да настаје при реакцији бромне воде и сребро-нитрата, али се потом она даље оксидује:
{\displaystyle \mathrm {AgNO_{3}+Br_{2}+H_{2}O\longrightarrow \;HOBr+AgBr+HNO_{3}} }
{\displaystyle \mathrm {2AgNO_{3}+Br_{2}+H_{2}O+HOBr\longrightarrow \;HBrO_{2}+2AgBr+2HNO_{3}} }
При томе је потребно да бромне воде буде у вишку, а да раствор сребро-нитрата буде концентрован.

## Соли
Неколико бромита су стабилни и изоловани су, као што су NaBrO2•3 и .

## Употреба
Бромити могу да се користе за редукцију перманганата до манганата.
{\displaystyle \mathrm {2MnO_{4}^{-}+BrO_{2}^{-}+OH^{-}\longrightarrow \;2MnO_{4}^{2-}+BrO_{3}^{-}+H_{2}O} }